# ميخائيل دود
ميخائيل دود (بالإنجليزية: Michael Dowd)‏ هو ضابط شرطة ‏ أمريكي، ولد في 10 يناير 1961 في بروكلين في الولايات المتحدة.

## وصلات خارجية
- ميخائيل دود على موقع الموسوعة البريطانية (الإنجليزية)